# Лодочная (деревня)
Лодочная — деревня в Бабушкинском районе Вологодской области.
Входит в состав сельского поселения Бабушкинское (до 2016 года входила в Демьяновское сельское поселение), с точки зрения административно-территориального деления — в Демьяновский сельсовет.
Расстояние по автодороге до районного центра села имени Бабушкина — 27 км, до деревни Демьяновский Погост — 1,5 км. Ближайшие населённые пункты — Стари, Тарабукино, Демьяновский Погост.
По переписи 2002 года население — 12 человек.